# Míssil antibalístico

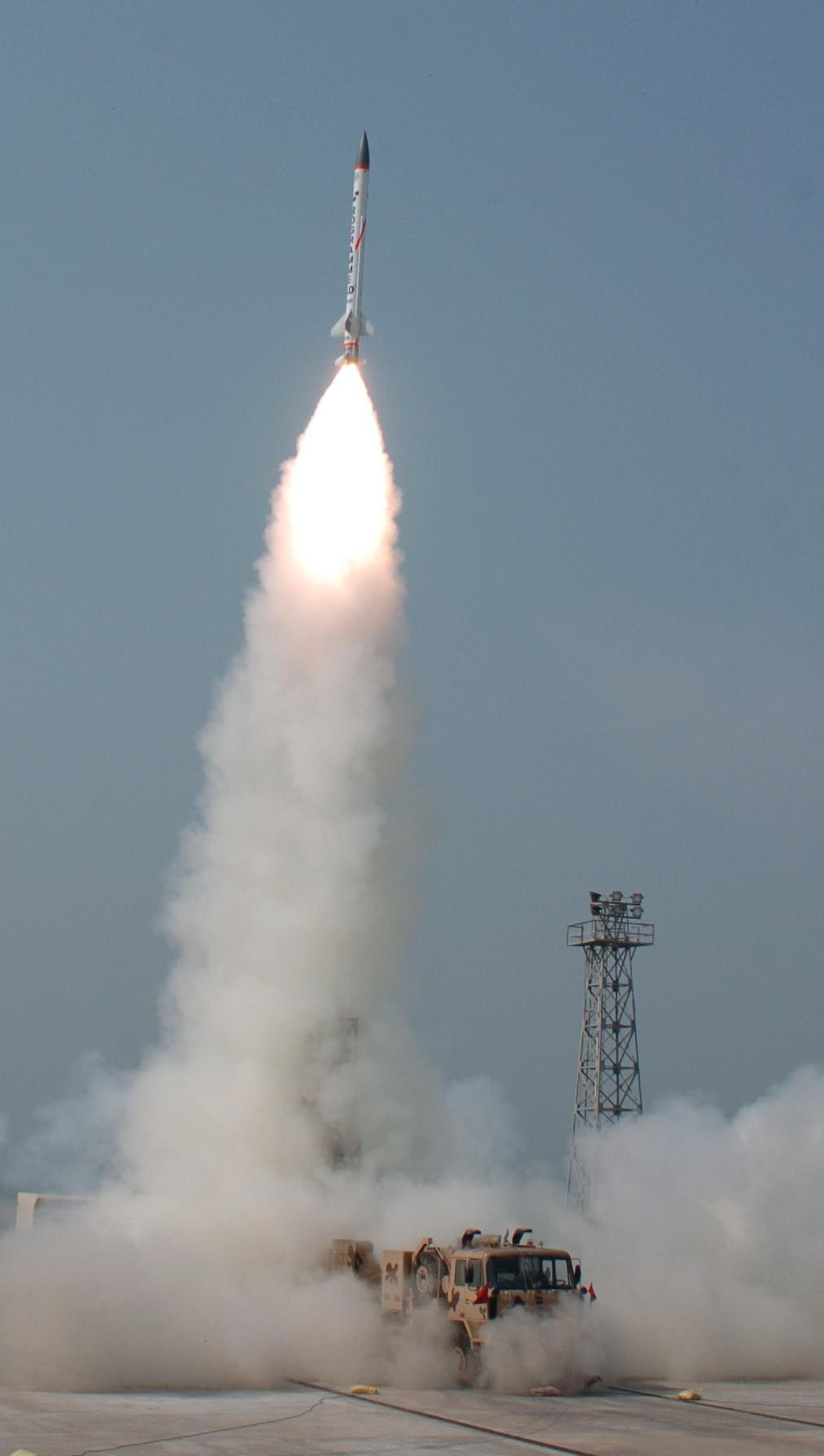
Um teste de míssil antibalístico indiano.

Um míssil antibalístico é um míssil projetado para destruir mísseis balísticos, também sendo chamado de mísseis de defesa de mísseis ou míssil antimísseis.
Um míssil balístico é utilizado para intoxicação em massa, ou até mesmo destruição em massa usando ogivas que podem ser nucleares, mas o comum são químicas, biológica, apresentando uma trajetória de voo balístico pelas camadas mais altas da terra e até mesmo pelo espaço, não dando chances para aviões impedir ou até mesmo detectar o ataque.
O termo "míssil antibalístico" descreve qualquer sistema de mísseis antimísseis projetado para combater mísseis balísticos. No entanto, o termo é usado mais comumente para os sistemas destinados a combater à longa distância o míssil balístico intercontinental lançado pelo adversário.
Os mísseis balísticos viajam nas camadas mais altas da terra, em alguns casos até no espaço, e aviões não são capazes de chegar a essas camadas. Muitos países da Europa e os EUA, já tem esses poderosos mísseis capazes de atingir o outro lado do planeta, em um tempo pequeno, em velocidade próximas a 4 000 km/h sem chances para o inimigo se defender, e em 2010 um relatório das forças armadas americana descrevem com satisfação uma nova etapa alcançada que segue instruções de satélites que primeiro detectam o míssil balístico e calcula um encontro seguro, para impedir o ataque, detalhes dessa tecnologia são desconhecidos mas testes conjuntos de Israel e os EUA, foram um sucesso, e é possível impedir qualquer objeto suspeito no espaço, e nas camadas da terra onde aviões não chegam.